# Vịnh Manila

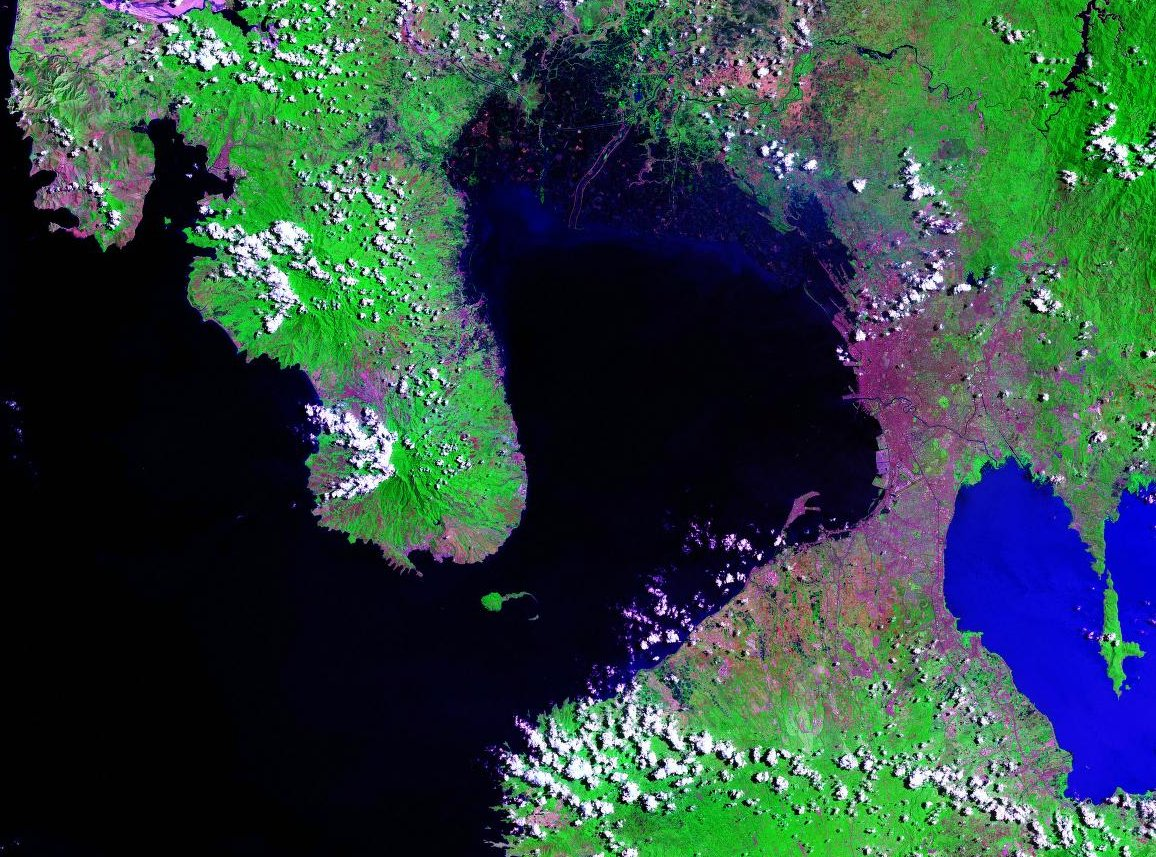
Vịnh Manila

Vịnh Manila là một vịnh biển kín nằm ở phía tây của Metro Manila (Vùng Thủ đô Quốc gia), Philippines. Vịnh có tổng diện tích là 1.994 km² (769,9 mi²) và được bao quanh bởi một bờ biển dài 190 km (118,1 mi). Cửa vịnh rộng khoảng 48 km (29,8 mi) và nơi rộng nhất trong vịnh là 48 km (29,8 mi). Đảo Corregidor phân chia cửa vịnh ra làm hai, với chiều rộng 3,2 km (2 mi) ở phía bắc và 10,5 km (6,5 mi) ở phía nam.
phía bắc vịnh là các tỉnh Pampanga và Bulacan, bán đảo Bataan của tỉnh cùng tên ngăn cách vịnh với Biển Đông, phía nam của vịnh là tỉnh Cavite.
Với độ sâu tring bình là 17 m (55,8 ft), ước tính dung tích nước của hồ là 28,9 tỷ m³ nước (28,9 km³). Ngày nay, Vịnh Manila vẫn giữ vị trí quan trọng trong thương mại và công nghiệp, bao gồm cả ngành thủy sản, mặc dù tốc độ đô thị hóa diễn ra nhanh chóng và quá trình công nghiệp hóa đã làm giảm chất lượng nước mà môi trường đại dương. Vịnh Manila là một trung tâm nghỉ ngơi của người dân Metro Manila và là một địa điểm phổ biến để đi dạo và ngắm hoàng hôn. Người ta cũng đã tiến hành nhiều công trình trên phần đất lấn biển trên vịnh Manila, tiêu biểu như Nghị viện Philippines hay Phố buôn bán châu Á.